# 東京おもちゃ美術館
東京おもちゃ美術館（とうきょうおもちゃびじゅつかん）は、特定非営利活動法人芸術と遊び創造協会が運営する美術館である。
旧四谷第四小学校校舎（1936年竣工、東京市設計）の教室を使っている。

## 歴史
1984年、多田信作が、東京都中野区に「おもちゃ美術館」として開館。
2007年9月閉館。
2008年4月20日「東京おもちゃ美術館」として移転・再開。同NPO（当時：日本グッド・トイ委員会）が新宿区の小学校で「おもちゃフォーラム」を開催した縁で、2007年春に閉校した旧四谷第四小学校校舎を運営していた地域住民からの誘致をうけ移転。

## 受賞歴
- 2012年「第7回 ロハスデザイン大賞2012」コト部門大賞。
- 2014年「READY FOR OF THE YEAR 2014」大賞
- 2015年「第6回　日本ファンドレイジング大賞」。
- 2018年「低炭素杯 文部科学大臣賞」

## 姉妹おもちゃ美術館
| 施設名                      | 開館    |        |          | [ 6 ] |
| --------------------------- | ------- | ------ | -------- | ----- |
| 花巻おもちゃ美術館          | 2020.07 | 岩手県 | 花巻市   |       |
| 檜原 森のおもちゃ美術館     | 2021.11 | 東京都 | 檜原村   |       |
| 焼津おもちゃ美術館          | 2021.07 | 静岡県 | 焼津市   |       |
| 富士山 木のおもちゃ美術館   | ※2026   | 静岡県 | 御殿場市 |       |
| 木曽おもちゃ美術館          | 2022.11 | 長野県 | 木曽町   |       |
| 奈良おもちゃ美術館          | 2025.03 | 奈良県 | 三郷町   |       |
| 讃岐おもちゃ美術館          | 2022.04 | 香川県 | 高松市   |       |
| 徳島 木のおもちゃ美術館     | 2021.10 | 徳島県 | 板野町   |       |
| 那賀町 山のおもちゃ美術館   | 2023.03 | 徳島県 | 那賀町   |       |
| 佐川おもちゃ美術館          | 2023.07 | 高知県 | 佐川町   |       |
| しまなみ 木のおもちゃ美術館 | ※2026   | 愛媛県 | 今治市   |       |
| 長門おもちゃ美術館          | 2018.04 | 山口県 | 長門市   |       |
| 福岡おもちゃ美術館          | 2022.04 | 福岡県 | 福岡市   |       |
| やんばる 森のおもちゃ美術館 | 2014.04 | 沖縄県 | 国頭村   |       |